# Peter Lerch
Peter Lerch (* 1. Juli 1954 in Offenbach an der Queich) ist ein deutscher Verwaltungsbeamter, Politiker (CDU) und war vom 15. Juli 2019 bis 2021 Landtagsabgeordneter des Landes Rheinland-Pfalz.

## Leben
Nach der Mittleren Reife absolvierte Peter Lerch von 1971 bis 1976 eine Ausbildung zum Diplom-Verwaltungswirt (FH). Von 1978 bis 1980 folgte später noch eine sozialpädagogische Fachausbildung.
Als Verwaltungsbeamter war Lerch zunächst für die Bezirksregierung Rheinhessen-Pfalz und nachfolgend in verschiedenen Funktionen als Referent beim Landkreis Südliche Weinstraße sowie als Geschäftsführer im Bereich Tourismusförderung des Vereins Südliche Weinstraße e. V. tätig. Von 1996 bis zum Eintritt in den Ruhestand 2019 leitete er schließlich 23 Jahre lang die Abteilung Jugend, Familie und Sport des Kreises.
Lerch ist verheiratet und hat zwei Kinder.

## Politik
Lerch ist seit 1984 CDU-Mitglied. Seit 1986 hatte er verschiedene Parteiämter inne, zuletzt war er von 2007 bis 2010 Vorsitzender des CDU-Kreisverbands Landau.
Seit 2009 gehört Lerch dem Stadtrat Landau an, 2012 wurde er stellvertretender Fraktionsvorsitzender, 2013 dann Vorsitzender der CDU-Fraktion.
Lerch ist Mitglied des Oberrheinrats und seit September 2019 des Landesjugendhilfeausschusses Rheinland-Pfalz.
Peter Lerch wurde am 15. Juli 2019 Abgeordneter des Landtages Rheinland-Pfalz. Er rückte für Christine Schneider in den Landtag nach, die wiederum ihr gewonnenes Mandat im Europäischen Parlament angetreten hatte.
Bei der Landtagswahl in Rheinland-Pfalz 2021 kandidierte er im Wahlkreis Landau in der Pfalz, konnte sich aber gegen den SPD-Bewerber Florian Maier nicht durchsetzen.